# Autriche aux Jeux olympiques d'hiver de 1980
L'Autriche participe aux Jeux olympiques d'hiver de 1980, organisés à Lake Placid aux États-Unis. Cette nation prend part aux Jeux olympiques d'hiver pour la treizième fois de son histoire après sa présence à toutes les éditions précédentes. La délégation autrichienne, formée de 43 athlètes (33 hommes et 10 femmes), remporte sept médailles (trois d'or, deux d'argent et deux de bronze) et se classe au quatrième rang du tableau des médailles.

## Médaillés
| Médaille                            | Nom                           | Discipline | Épreuve                |
| ----------------------------------- | ----------------------------- | ---------- | ---------------------- |
| Médaille d'or, Jeux olympiques      | Leonhard Stock                | Ski alpin  | Descente hommes        |
| Médaille d'or, Jeux olympiques      | Annemarie Moser-Pröll         | Ski alpin  | Descente femmes        |
| Médaille d'or, Jeux olympiques      | Anton Innauer                 | Saut à ski | Tremplin normal hommes |
| Médaille d'argent, Jeux olympiques  | Peter Wirnsberger             | Ski alpin  | Descente hommes        |
| Médaille d'argent, Jeux olympiques  | Hubert Neuper                 | Saut à ski | Grand tremplin hommes  |
| Médaille de bronze, Jeux olympiques | Hans Enn                      | Ski alpin  | Slalom géant hommes    |
| Médaille de bronze, Jeux olympiques | Georg Fluckinger Karl Schrott | Luge       | Double                 |